# 科洛尼亚-杜古尔盖亚
科洛尼亚-杜古尔盖亚（葡萄牙語：Colônia do Gurguéia）是巴西皮奥伊州的一个市镇。总面积430.613平方公里，总人口5683人，人口密度13.2人/平方公里。